# Корідзе Сергій Гівійович
Сергі́й Гівівіч Корі́дзе (нар. 6 грудня 1975, Одеса, Одеська область, Українська РСР, СРСР) — колишній український футболіст і футзаліст, тренер казахського клубу «Кайрат». Заслужений майстер спорту України з футзалу, найкращий бомбардир збірної України за всю її історію.

## Юність та клубна кар'єра

### Освіта
Випускник кафедри футболу київського Національного університету фізичного виховання і спорту України.

### У футболі
У восьмирічному році Сергій записався до спортивної школи «Чорноморець». Перший тренер — Віталій Фейдман. З сьомого класу навчався у спортінтернаті, де його тренером був Віталій Хмельницький. Починав кар'єру на позиції під нападником, але Віталій Хмельницький перевів Корідзе у захист. Провчившись там кілька років, потрапив у дублюючий склад одеського «Чорноморця», який тоді тренував все той же Віталій Фейдман. Відіграв трохи більше року за дублюючий склад одеської команди, разом з Юрієм Селезньовим, Олександром Козакевичем і Георгієм Мельніковим.
Після виступів у дублі одеситів погодився на пропозицію Ахмеда Алескерова і провів один сезон в махачкалінському «Анжі». Зіграв у більшості матчів, але після закінчення контракту повернувся додому, оскільки не зумів призвичаїтися до життя у Махачкалі. Однак у Сергія не залишилося трансферного листа. Після повернення в Україну він трохи пограв за аматорський клуб «Торпедо» (Одеса), а також майже два роки виступав на першість міста за команду «Портофлот», в складі якої став чемпіоном Одеси.
Після закінчення чемпіонату України з футзалу 1997/98 основний склад одеського «Локомотива» було розпущено через проблеми з фінансуванням. Сергій Корідзе разом зі своїми одноклубниками Георгієм Мельніковим і Олегом Безуглим перейшов у футбольний клуб «Дністер» (Овідіополь), який виступав у Вищій лізі чемпіонату Одеської області з футболу. Сезон в обласній першості добігав кінця, але він встиг зіграти у шести матчах, заробивши три жовті картки, а у матчі проти одеської «Лілії» відзначився дублем.

### У футзалі
1995 року після перерви, пов'язаної з трансферними проблемами, Корідзе разом зі своїм другом Георгієм Мельніковим прийняв пропозицію головного тренера одеського «Локомотива» Валерія Водяна і почав кар'єру футзалі. 
21 травня 1995 року дебютував за «Локомотив» відігравши близько хвилини у матчі Кубку України проти «Механізатора».
У складі «залізничників» він став триразовим чемпіоном України і двічі вигравав Кубок України. Після розформування одеської команди прийняв запрошення Станіслава Гончаренка і перейшов в київський «Інтеркас», хоча мав запрошення від російських клубів «Діна» і «ГКІ-Газпром». У складі столичного клубу він ще двічі виграв національну першість і один раз — Кубок. У грудні 1999 року після вдалого виступу у складі збірної України на Кубку ЗІЛа отримав пропозицію від гранда європейського футзалу того часу — московської «Діни», але залишився в «Інтеркасі». За час українського періоду своєї кар'єри Сергій двічі ставав найкращим бомбардиром чемпіонату і один раз Кубку.

### «Діна» (2001—2004)
14 березня 2001 року після закінчення тріумфального для Корідзе чемпіонату Європи, де він став найкращим бомбардиром, було оголошено, що він переходить у московську «Діну», хоча мав пропозиції й від інших клубів. Одразу дебютувати не вдалося, оскільки питання про його перехід довго розглядалося КДК РФС. За новий клуб він дебютував 3 квітня 2001 року в санкт-петербурзькому турі у матчі проти «Зорі» (Ємельяново), в якому його команда виграла з рахунком 3-0. Дебютант вийшов на майданчик у другому таймі під 18-м номером і відзначився голом у своїй першій зміні.
В кінці квітня 2001 року «Діна» вирушила на останній в історії розіграш Турніру європейських чемпіонів, де здобула срібні нагороди. Корідзе зіграв у всіх матчах турніру і забив 4 голи. Попри корисну і результативну гру Сергія «Діна» вперше в своїй історії не виграла чемпіонат, а посіла лише 4-те місце. Після завершення чемпіонату «Діна» здобула срібло 17-го Кубка Форда. Корідзе провів усі 6 матчів і забивши 10 голів став найкращим бомбардиром турніру, причому у матчі з «Доналдсон Мускрон» він відзначився 6 разів.
Він практично одразу став лідером команди. В кінці 2001 року він з 6-ма голами став найкращим бомбардиром Міжконтинентального кубка і був визнаний найкращим гравцем одного з матчів. Після цього зіграв за «Діну» у прощальному матчі Костянтина Єременка і забив один з двох з голів у ворота збірної світу.
14 квітня 2002 року у матчі чемпіонату проти «УПІ-СУМЗ» (11:2) встановив свій особистий рекорд результативності у виступах в Росії, забивши 7 голів.
На чемпіонаті Європи 2003 року Корідзе переглядали скаути португальської «Бенфіки», але він заявив, що має діючий контракт з «Діною» і покидати її не планує. 28 грудня 2003 року Сергій зіграв у Матчі всіх зірок російської Суперліги за «Захід», відзначившись забитим голом і нереалізованим булітом у перерві. У сезоні 2003/04 українець став найкращим бомбардиром всієї першості, а «Діна» вперше після втрати лідируючих позицій 1990-х років до останнього туру боролася за чемпіонство, у підсумку вигравши «срібло». За час, проведений у «Діні», провів 20 міжнародних товариських зустрічей, у яких відзначився 33 рази. Загалом за «Діну» зіграв 150 ігор, в яких забив 202 голи.

### Подальша кар'єра в Росії
29 травня 2004 року стало відомо, що в українця закінчився контракт з «Діною». Нападник відхилив пропозицію донецького «Шахтаря». і перейшов в «Спартак-Щолково», підписавши трирічний контракт. Через рік виграв у його складі Кубок Росії. 
В кінці 2005 року прийняв російське громадянство, щоб не вважатися там легіонером.
У лютому 2007 року став капітаном команди і через три місяці подовжив контракт ще на 3 роки. Проте, вже на початку наступного року, Корідзе і керівництво клубу вирішили достроково розірвати контракт. Президент щолковського Спартака Леонід Твердохлєбов заявив, що нападник посеред сезону активно вів пошук нової команди і припускався численних помилок, через що і вирішено було задовольнити його заяву про звільнення. Нападник одразу після розірвання угоди зі «Спартаком-Щолково» став гравцем югорського клубу «ТТГ-ЯВА».
Після трьох сезонів у складі «ТТГ-ЯВА» Сергій перейшов у московський клуб КПРФ про перехід в який домовлявся ще наприкінці сезону 2010/11 з екс-партнером по «Діні» Аркадієм Бєлим.
На початку 2012 року закінчив виступи у КПРФ. Після цього Корідзе збирався завершити кар'єру, але відгукнувся на пропозицію тренера першолігового «Арбітражу» Андрія Шабанова, з яким грав в «Спартак-Щолково». Зігравши за команду один тур він остаточно завершив свою кар'єру гравця.
У складі національної збірної України Сергій Корідзе двічі ставав срібним призером і найкращим бомбардиром чемпіонату Європи — у 2001 і 2003 роках.
У Вищій лізі чемпіонату України загалом провів 156 ігор, забив 279 голів, у Кубку України — 29 матчів, в яких відзначився 41 забитим м'ячем. У Суперлізі чемпіонату Росії загалом забив 275 м'ячів (10-е місце за всю історію).

### Після завершення кар'єри
29 березня 2013 року зіграв у матчі між збірними ветеранів України і Росії.
1 серпня 2013 року почав працювати в Центрі підготовки резерву з міні-футболу «Динамо-Щолково» імені Костянтина Єременко, де готував наймолодших гравців 2006 року народження. Літом 2015 року був призначений помічником головного тренера тренера «Газпром-ЮГРИ» Кака. У сезоні 2015/16 югорський клуб виграв Кубок УЄФА.
Після завершення кар'єри Корідзе продовжує нерегулярно грати на любительському рівні.

## Виступи за збірні

### Студентська збірна України
На ЧС-1996 в 6 матчах забив 4 голи і завоював бронзу, де в матчі за 3-тє місце українці обіграли Португалію 9:5.
На ЧС-1998 в 5 матчах забив 7 голів і цим допоміг Україні виграти золото у фінальному матчі проти збірної Росії, який завершився з рахунком 2:3 (у додатковий час).
На ЧС-2000 в 6 матчах забив 2 голи, але збірна України провела турнір невдало і посіла 7 місце.
ЧС-2002 став останнім у виступах Корідзе за студентську збірну. Корідзе у 5 матчах забив 5 голів, правда всі у першому матчі турніру проти збірної Туреччини. У підсумку Україна здобула бронзові нагороди.

### Національна збірна України
Дебютний виступ нападника за національну збірну відбувся в двадцятидворічному віці 24 жовтня 1998 року, у виграному з рахунком 2:0 матчі проти Білорусі.
Першим великим турніром для гравця став чемпіонат Європи 2001 року. Він зіграв у всіх п'яти матчах збірної України і відзначився сімома забитими голами, що дозволило виграти звання найкращого бомбардира турніру. Крім того, нападник також віддав одну гольову передачу, що дозволило йому також очолити залік найкращих гравців чемпіонату за системою «гол+пас». У вирішальній зустрічі групового етапу проти поляків, виграному з рахунком 8:3, нападник зробив покер і був визнаний найкращим гравцем матчу. У фінальному матчі українці в додатковий час поступилися збірній Іспанії — разом зі збірною Корідзе отримав срібну медаль.
На чемпіонаті світу у 2004 році Корідзе грав в усіх 6 матчах збірної, причому завжди у стартовому складі. На турнірі він відзначився 4 рази.
Чемпіонат Європи 2005 року став для нападника останнім великим турніром. Програний матч за третє місце проти збірної Італії став останнім у міжнародній кар'єрі видатного бомбардира. Він виходив у стартовому складі у всіх п'яти матчах збірної, однак забив лише один гол. Найменше часу на майданчику нападник провів у матчі зі збірною Іспанії — 22 хвилини, а найбільше проти Нідерландів — 27 хвилини. Після завершення турніру Корідзе прийняв російське громадянство.

## Особисте життя

### Родина
Під час виступів за «Локомотив» Сергій жив у одеському профілакторії, куди ходила телефонувати його майбутня дружина Ірина. Саме там вони і познайомилися, а через рік одружилися.
Має двох синів — Германа і Тимура. Старший син Корідзе Герман виступає за дубль «Діни», а в сезоні 2014/15 у ролі капітана команди став чемпіоном Росії серед юнаків 1997-98 р.н.

## Нагороди і досягнення

### Гравець

#### Командні
«Локомотив» Одеса
 Чемпіон України (3): 1995/96, 1996/97, 1997/98
- Володар Кубка України (2): 1996/97, 1997/98
- Фіналіст Кубка України: 1995/96
- Володар малих бронзових медалей Турніру європейських чемпіонів: 1997

 «Інтеркас»
 Чемпіон України (2): 1998/99, 1999/00

 Срібний призер чемпіонату України: 2000/01
- Володар Кубка України: 1999/00

 «Діна»
 Срібний призер чемпіонату Росії: 2003/04
- Фіналіст Кубка Росії (2): 2001, 2002
- Фіналіст Міжконтинентального кубка: 2001
- Фіналіст Турніру європейських чемпіонів: 2001
- Фіналіст Кубка «Форда»: 2001

 «Спартак-Щолково»
- Володар Кубка Росії: 2004/05

 Срібний призер чемпіонату Росії: 2004/05

 Бронзовий призер чемпіонату Росії: 2005/06
 «ТТГ-ЮГРА»
 Бронзовий призер чемпіонату Росії: 2008/09
- Фіналіст Кубка Росії: 2010/11
- Переможець ISMA CUP-2010[46]

 Збірна України
 Срібний призер чемпіонату Європи (2): 2001, 2003

 Срібний призер Кубка ЗІЛа (Москва, Росія): 1999 р.

 Бронзовий призер турніру на призи щотижневика «Футбол Review» (Москва, Росія): 2000 р.
 Студентська збірна України
 Чемпіон світу серед студентів: 1998

 Бронзовий призер чемпіонату світу серед студентів (2): 1996, 2002

#### Особисті
- Найкращий бомбардир чемпіонату Європи (2): 2001, 2003
- Найкращий бомбардир чемпіонату України (2): 1997/98, 1999/00
- Найкращий бомбардир Кубка України: 1995/96
- Найкращий бомбардир чемпіонату Росії: 2003/04
- Найкращий бомбардир Міжконтинентального кубка: 2001 (6 голів)
- Найкращий бомбардир Кубка Форда: 2001
- Найкращий бомбардир Кубка Звільнення: 1998
- Найкращий бомбардир Кубка ЗІЛа: 1999
- Найкращий бомбардир Greenball Cup: 2004 (8 голів)[49]
- Найкращий бомбардир Турніру «Біла акація»: 1997
- Найкращий гравець чемпіонату України: 1999/00
- Найкращий нападник чемпіонату України: 2000/01
- Найкращий нападник чемпіонату Росії (2): 2001/02, 2002/03
- Найкращий нападник Кубка Росії: 2001[50]
- У списках 18 найкращих гравців України (4): 1997/98, 1998/99, 1999/00, 2000/01
- У списку найкращих гравців світу (4): 2001 (№ 7)[51], 2002 (№ 9)[52], 2003 (№ 7)[53], 2004 (№9)[54]
- Найкращий гравець Суперліги: лютий 2006[55]
- Найкращий гравець туру чемпіонату Росії: 5 тур (2001/02)[56]
- Найкращий нападник туру чемпіонату Росії: 3 тур (2001/02)[57]
- Найкращий захисник туру чемпіонату Росії: 2 тур (2001/02)[58]
- Найкращий бомбардир туру чемпіонату Росії (3): 4 тур[59], 7 тур[60], 8 тур (усі — 2001/02)[61]
- Найкращий гравець матчу Україна — Польща на ЧЄ-2001
- Автор найкрасивішого голу Турніру «Біла акація»: 1997[62]
- Найкращий гравець за 15 років розвитку футзалу в Україні (разом з Олександром Косенко)
- Увійшов до збірної найкращих гравців за 15 років розвитку футзалу в Україні
- Найкращий бомбардир в історії одеського «Локомотива»: 155 голів
- Найкращий бомбардир в історії збірної України: 64 голи
- Найкращий бомбардир в історії студентської збірної України: 18 голів
- Автор рекорду результативності за сезоні у Вищій лізі чемпіонату України: 80 голів у сезоні 1999/00
- Автор індивідуального рекорду результативності в одному матчі за збірну України: 6 голів (Україна — Кіпр, відбір до ЧЄ-2003)
- Автор індивідуального рекорду результативності в одному матчі на чемпіонаті Європи: 5 голів (Португалія — Україна, 18.02.2003)
- Автор індивідуального рекорду результативності в одному матчі у Вищій лізі чемпіонату України: 9 голів («Інтеркас» (Київ) — «Металург» (Володимирівка), 23.10.1999)[63]
- Автор індивідуального рекорду результативності в одному матчі у Суперлізі чемпіонату Росії: 7 голів («Діна» (Москва) — «УПІ-СУМЗ» (Єкатеринбург) 11:2, 14.04.2002)[64]
- Член Клубу бомбардирів Олександра Яценка: 404 голи
- Член Клубу бомбардирів Костянтина Єременка: 328 голів
- Єдиний гравець, який одночасно є членом Клубу бомбардирів Олександра Яценка і Клубу бомбардирів Костянтина Єременка

#### Нагороди
- Заслужений майстер спорту України
- Почесний знак АМФОО
- Найкращий асистент тренер від «Кайрату»[65]

### Помічник головного тренера

#### Росія
- Чемпіон Росії: 2017/18
- Срібний призер чемпіонату Росії: 2015/16
- Бронзовий призер чемпіонату Росії: 2016/17
- Володар Кубку Росії: 2015/16, 2017/18

#### Казахстан
- Чемпіон Казахстану (3): 2018/19, 2019/20, 2020/21
- Володар Кубку Казахстану: 2019/20
- Володар Суперкубку Казахстану: 2019

#### Міжнародні

##### Європа
- Володар Кубка УЄФА з футзалу: 2015/16
- Срібний призер Ліги чемпіонів УЄФА: 2018/19

## Статистика виступів

### Клубна кар'єра
У футболі
| Клуб              | Сезон             | Ліга | Ліга | Кубок | Кубок | Всього | Всього |
| Клуб              | Сезон             | Ігри | Голи | Ігри  | Голи  | Ігри   | Голи   |
| ----------------- | ----------------- | ---- | ---- | ----- | ----- | ------ | ------ |
| Чорноморець-2     | 1992-93           | 18   | 0    | 0     | 0     | 18     | 0      |
| Чорноморець-2     | 1993-94           | 17   | 0    | 1     | 0     | 18     | 0      |
| Чорноморець-2     | Всього            | 35   | 0    | 1     | 0     | 36     | 0      |
| Анжі              | 1994              | 23   | 2    | 2     | 0     | 25     | 2      |
| Анжі              | Всього            | 23   | 2    | 2     | 0     | 25     | 2      |
| Торпедо (Одеса)   | 1994-95           | 5    | 0    | 0     | 0     | 5      | 0      |
| Торпедо (Одеса)   | Всього            | 5    | 0    | 0     | 0     | 5      | 0      |
| Дністер           | 1997-98           | 6    | 2    | 0     | 0     | 6      | 2      |
| Дністер           | Всього            | 6    | 2    | 0     | 0     | 6      | 2      |
| Всього за кар'єру | Всього за кар'єру | 69   | 4    | 3     | 0     | 72     | 4      |

У футзалі
| Клуб              | Сезон             | Ліга | Ліга | Кубок | Кубок | Єврокубки | Єврокубки | МКК  | МКК  | Всього | Всього |
| Клуб              | Сезон             | Ігри | Голи | Ігри  | Голи  | Ігри      | Голи      | Ігри | Голи | Ігри   | Голи   |
| ----------------- | ----------------- | ---- | ---- | ----- | ----- | --------- | --------- | ---- | ---- | ------ | ------ |
| Локомотив (Одеса) | 1994-95           | 0    | 0    | 1     | 0     | -         | -         | -    | -    | 1      | 0      |
| Локомотив (Одеса) | 1995-96           | 26   | 44   | 8     | 14    | -         | -         | -    | -    | 34     | 58     |
| Локомотив (Одеса) | 1996-97           | 25   | 33   | 4     | 8     | 4 (ТЄЧ)   | 2         | -    | -    | 33     | 43     |
| Локомотив (Одеса) | 1997-98           | 26   | 51   | 5     | 5     | -         | -         | -    | -    | 31     | 56     |
| Локомотив (Одеса) | Всього            | 77   | 128  | 18    | 27    | 4         | 2         | 0    | 0    | 99     | 157    |
| Інтеркас          | 1998-99           | 22   | 39   | 7     | 10    | -         | -         | -    | -    | 29     | 49     |
| Інтеркас          | 1999-00           | 38   | 80   | 4     | 2     | -         | -         | -    | -    | 42     | 82     |
| Інтеркас          | 2000-01           | 19   | 32   | 0     | 0     | -         | -         | -    | -    | 19     | 32     |
| Інтеркас          | Всього            | 79   | 151  | 11    | 12    | 0         | 0         | 0    | 0    | 90     | 163    |
| → Інтеркас-2      | 1998-99           | 1    | 0    | -     | -     | -         | -         | -    | -    | 1      | 0      |
| → Інтеркас-2      | 2000-01           | 1    | 4    | -     | -     | -         | -         | -    | -    | 1      | 4      |
| → Інтеркас-2      | Всього            | 2    | 4    | 0     | 0     | 0         | 0         | 0    | 0    | 2      | 4      |
| Діна              | 2000-01           | 6    | 4    | 0     | 0     | 4 (ТЄЧ)   | 4         | -    | -    | 10     | 10     |
| Діна              | 2001-02           | 31   | 44   | 10    | 14    | -         | -         | 3    | 6    | 44     | 64     |
| Діна              | 2002-03           | 28   | 31   | 8     | 8     | -         | -         | -    | -    | 36     | 39     |
| Діна              | 2003-04           | 39   | 57   | 1     | 1     | -         | -         | -    | -    | 40     | 57     |
| Діна              | Всього            | 104  | 136  | 19    | 23    | 4         | 4         | 3    | 6    | 130    | 169    |
| Спартак-Щолково   | 2004-05           | 35   | 36   | ?     | 2     | -         | -         | -    | -    | ?      | 38     |
| Спартак-Щолково   | 2005-06           | 34   | 22   | 8     | 8     | -         | -         | -    | -    | ?      | ?      |
| Спартак-Щолково   | 2006-07           | 39   | 31   | ?     | ?     | 3 (КВК)   | 1         | -    | -    | ?      | ?      |
| Спартак-Щолково   | 2007-08           | 16   | 10   | 2     | 0     | -         | -         | -    | -    | ?      | ?      |
| Спартак-Щолково   | Всього            | 124  | 99   | 16    | 14    | 3         | 1         | 0    | 0    | 143    | 114    |
| ТТГ-ЮГРА          | 2007-08           | 21   | 10   | 2     | 0     | -         | -         | -    | -    | 23     | 10     |
| ТТГ-ЮГРА          | 2008-09           | 31   | 16   | 0     | 0     | -         | -         | -    | -    | 31     | 16     |
| ТТГ-ЮГРА          | 2009-10           | 19   | 13   | 5     | 6     | -         | -         | -    | -    | 24     | 19     |
| ТТГ-ЮГРА          | 2010-11           | 20   | 5    | 8     | 2     | -         | -         | -    | -    | 28     | 7      |
| ТТГ-ЮГРА          | Всього            | 91   | 44   | 15    | 8     | 0         | 0         | 0    | 0    | 106    | 52     |
| КПРФ              | 2011-12           | 11   | 0    | 1     | 0     | -         | -         | -    | -    | 12     | 0      |
| КПРФ              | Всього            | 11   | 0    | 1     | 0     | 0         | 0         | 0    | 0    | 12     | 0      |
| Арбітраж          | 2011-12           | 4    | 1    | 0     | 0     | -         | -         | -    | -    | 4      | 1      |
| Арбітраж          | Всього            | 4    | 1    | 0     | 0     | 0         | 0         | 0    | 0    | 4      | 1      |
| Всього за кар'єру | Всього за кар'єру | 492  | 563  | 80    | 84    | 11        | 7         | 3    | 6    | 586    | 660    |

#### Матчі за збірну
| 01. | 24-10-1998 | Білорусь          | Палац легкої атлетики, Мінськ                         | Білорусь             | 2-0            | Товариський матч                            | 0 | ?   |
| 02. | 25-10-1998 | Білорусь          | Спорткомплекс БДПА, Мінськ                            | Білорусь             | 3-3            | Товариський матч                            | 0 | ?   |
| 03. | 22-11-1998 | Україна           | УСБОП «Святошин», Київ                                | Білорусь             | 7-1            | Товариський матч                            | 2 | ?   |
| 04. | 05-12-1998 | Португалія        | Павільйон «Фігейренсе», Фігейра-да-Фош                | Португалія           | 1-2            | Відбір до Євро-1999                         | 0 | ?   |
| 05. | 06-12-1998 | Португалія        | Павільйон «Фігейренсе», Фігейра-да-Фош                | Боснія і Герцеговина | 4-0            | Відбір до Євро-1999                         | 1 | ?   |
| 06. | 08-12-1998 | Португалія        | Павільйон «Фігейренсе», Фігейра-да-Фош                | Ізраїль              | 6-1            | Відбір до Євро-1999                         | 2 | ?   |
| 07. | 16-02-1999 | Росія             | УСК ЦСКА, Москва                                      | Росія                | 5-4            | Товариський матч                            | 1 |     |
| 08. | 10-12-1999 | Росія             | УСК ЦСКА, Москва                                      | Югославія            | 1-1            | Кубок ЗІЛа                                  | 0 |     |
| 09. | 11-12-1999 | Росія             | УСК ЦСКА, Москва                                      | Грузія               | 8-1            | Кубок ЗІЛа                                  | 3 |     |
| 10. | 12-12-1999 | Росія             | УСК ЦСКА, Москва                                      | Росія                | 1-5            | Кубок ЗІЛа                                  | 1 |     |
| 11. | 25-01-2000 | Білорусь          | Палац ігрових видів спорту, Гомель                    | Білорусь             | 6-1            | Товариський матч                            | 1 | ?   |
| 12. | 26-01-2000 | Білорусь          | Палац ігрових видів спорту, Гомель                    | Білорусь             | 3-2            | Товариський матч                            | 1 | ?   |
| 13. | 14-02-2000 | Словенія          | Тіволі Галл, Любляна                                  | Словаччина           | 5-2            | Відбір до ЧС-2000                           | 0 |     |
| 14. | 15-02-2000 | Словенія          | «Сельцо», Дол-при-Храстнику                           | Словенія             | 3-1            | Відбір до ЧС-2000                           | 0 |     |
| 15. | 17-02-2000 | Словенія          | Палац спорту «Литія», Литія                           | Вірменія             | 20-1           | Відбір до ЧС-2000                           | 5 |     |
| 16. | 18-02-2000 | Словенія          | Боніфіка Галл, Копер                                  | Іспанія              | 0-1            | Відбір до ЧС-2000                           | 0 |     |
| 17. | 20-02-2000 | Словенія          | Кодельєво Галл, Любляна                               | Франція              | 12-0           | Відбір до ЧС-2000                           | 3 |     |
| 18. | 27-09-2000 | Андорра           | Урядовий павільйон, Андорра-ла-Велья                  | Фінляндія            | 8-3            | Відбір до Євро-2001                         | 2 | ?   |
| 19. | 28-09-2000 | Андорра           | Урядовий павільйон, Андорра-ла-Велья                  | Латвія               | 10-1           | Відбір до Євро-2001                         | 3 | ?   |
| 20. | 30-09-2000 | Андорра           | Урядовий павільйон, Андорра-ла-Велья                  | Андорра              | 6-1            | Відбір до Євро-2001                         | 1 | ?   |
| 21. | 03-11-2000 | Росія             | УСК ЦСКА, Москва                                      | Іран                 | 0-2            | Турнір на призи щотижневика «Футбол Review» | 0 |     |
|     | 04-11-2000 | Росія             | УСК ЦСКА, Москва                                      | Росія-II             | 3-0            | Турнір на призи щотижневика «Футбол Review» | 0 |     |
| 22. | 05-11-2000 | Росія             | УСК ЦСКА, Москва                                      | Росія                | 2-3            | Турнір на призи щотижневика «Футбол Review» | 0 | ?'  |
| 23. | 22-02-2001 | Росія             | Лужники, Москва                                       | Іспанія              | 1-4            | Євро-2001 — 1-й етап                        | 0 |     |
| 24. | 23-02-2001 | Росія             | Лужники, Москва                                       | Хорватія             | 5-0            | Євро-2001 — 1-й етап                        | 2 |     |
| 25. | 25-02-2001 | Росія             | Лужники, Москва                                       | Польща               | 8-3            | Євро-2001 — 1-й етап                        | 4 |     |
| 26. | 26-02-2001 | Росія             | Лужники, Москва                                       | Італія               | 3-3 (пен. 5-4) | Євро-2001 — півфінал                        | 1 | 19' |
| 27. | 28-02-2001 | Росія             | Лужники, Москва                                       | Іспанія              | 1-2            | Євро-2001 — фінал                           | 0 |     |
| 28. | 20-10-2002 | Україна           | Навчально-тренувальна спортивна база «Святошин», Київ | Білорусь             | 3-2            | Товариський матч                            | 0 |     |
|     | 2?-10-2002 | Італія            | ? , Рим                                               | «Лаціо»              | 4-3            | Товариський матч                            | 0 | ?   |
| 29. | 25-10-2002 | Італія            | Палац спорту, Аверса                                  | Італія               | 3-2            | Товариський матч                            | 2 |     |
| 30. | 26-10-2002 | Італія            | Палац спорту, Аверса                                  | Італія               | 4-2            | Товариський матч                            | 0 |     |
| 31. | 05-11-2002 | Словаччина        | Спортивний зал, Лученец                               | Словаччина           | 5-1            | Відбір до Євро-2003                         | 2 |     |
| 32. | 06-11-2002 | Словаччина        | Спортивний зал, Лученец                               | Кіпр                 | 17-1           | Відбір до Євро-2003                         | 6 |     |
| 33. | 08-11-2002 | Словаччина        | Спортивний зал, Левіце                                | Андорра              | 8-0            | Відбір до Євро-2003                         | 2 | ?   |
| 34. | 12-02-2003 | Білорусь          | Палац ігрових видів спорту, Гомель                    | Білорусь             | 2-2            | Товариський матч                            | 0 | ?   |
| 35. | 17-02-2003 | Італія            | ПалаМаджо, Казерта                                    | Бельгія              | 7-2            | Євро-2003 — 1-й етап                        | 1 |     |
| 36. | 18-02-2003 | Італія            | Палац спорту, Аверса                                  | Португалія           | 7-4            | Євро-2003 — 1-й етап                        | 5 |     |
| 37. | 20-02-2003 | Італія            | Палац спорту, Аверса                                  | Іспанія              | 0-3            | Євро-2003 — 1-й етап                        | 0 | 11' |
| 38. | 22-02-2003 | Італія            | ПалаМаджо, Казерта                                    | Чехія                | 5-1            | Євро-2003 — півфінал                        | 1 |     |
| 39. | 24-02-2003 | Італія            | ПалаМаджо, Казерта                                    | Італія               | 0-1            | Євро-2003 — фінал                           | 0 | ?   |
| 40. | 04-11-2003 | Андорра           | Павільйон «Прат Гран», Андорра-ла-Велья               | Казахстан            | 3-1            | Відбір до ЧС-2004                           | 1 |     |
| 41. | 06-11-2003 | Андорра           | Павільйон «Прат Гран», Андорра-ла-Велья               | Андорра              | 6-1            | Відбір до ЧС-2004                           | 1 |     |
| 42. | 10-12-2003 | Білорусь          | Палац легкої атлетики СКА, Мінськ                     | Білорусь             | 4-0            | Плей-оф відбору до ЧС-2004                  | 1 |     |
| 43. | 17-12-2003 | Україна           | Палац спорту «Дружба», Донецьк                        | Білорусь             | 3-2            | Плей-оф відбору до ЧС-2004                  | 1 |     |
| 44. | 28-01-2004 | Словаччина        | Міський спортивний зал, Трнава                        | Словаччина           | 6-2            | Відбір до Євро-2005                         | 1 | ?   |
| 45. | 29-01-2004 | Словаччина        | Міський спортивний зал, Трнава                        | Румунія              | 8-2            | Відбір до Євро-2005                         | 3 | ?   |
| 46. | 31-01-2004 | Словаччина        | Міський спортивний зал, Трнава                        | Білорусь             | 4-1            | Відбір до Євро-2005                         | 1 |     |
| 47. | 21-11-2004 | Китайський Тайбей | Спортивний центр НУТ, Тайбей                          | Іспанія              | 0-2            | ЧС 2004 — 1-й етап                          | 0 |     |
| 48. | 23-11-2004 | Китайський Тайбей | Спортивний центр НУТ, Тайбей                          | Єгипет               | 5-4            | ЧС 2004 — 1-й етап                          | 2 |     |
| 49. | 25-11-2004 | Китайський Тайбей | Спортивний центр НУТ, Тайбей                          | Китайський Тайбей    | 7-2            | ЧС 2004 — 1-й етап                          | 2 |     |
| 50. | 28-11-2004 | Китайський Тайбей | Спортивний центр НУТ, Тайбей                          | Бразилія             | 0-6            | ЧС 2004 — 2-й етап                          | 0 |     |
| 51. | 29-11-2004 | Китайський Тайбей | Спортивний центр НУТ, Тайбей                          | США                  | 3-1            | ЧС 2004 — 2-й етап                          | 0 | 35' |
| 52. | 01-12-2004 | Китайський Тайбей | Спортивний центр НУТ, Тайбей                          | Аргентина            | 0-0            | ЧС 2004 — 2-й етап                          | 0 | 39' |
|     | 27-01-2005 | Росія             | УСК ЦСКА, Москва                                      | ЦСКА                 | 4-3            | Товариський матч                            | 1 | ?   |
|     | 08-02-2005 | Україна           | СК «Будівельник», Львів                               | ТВД                  | 2-1 (пен. 3-3) | Товариський матч                            | 0 | ?   |
|     | 10-02-2005 | Україна           | СК «Будівельник», Львів                               | Тайм                 | 4-2 (пен. 4-2) | Товариський матч                            | 0 | ?   |
| 53. | 14-02-2005 | Чехія             | ČEZ Арена, Острава                                    | Чехія                | 1-2            | Євро-2005 — 1-й етап                        | 0 | ?   |
| 54. | 15-02-2005 | Чехія             | ČEZ Арена, Острава                                    | Нідерланди           | 4-1            | Євро-2005 — 1-й етап                        | 1 | ?   |
| 55. | 17-02-2005 | Чехія             | Спортивний зал Сареза, Острава                        | Росія                | 2-1            | Євро-2005 — 1-й етап                        | 0 | ?   |
| 56. | 18-02-2005 | Чехія             | ČEZ Арена, Острава                                    | Іспанія              | 0-5            | Євро-2005 — півфінал                        | 0 |     |
| 57. | 20-02-2005 | Чехія             | ČEZ Арена, Острава                                    | Італія               | 1-3            | Євро-2005 — матч за 3-тє місце              | 0 |     |

Примітка. У списку вказані не всі матчі, оскільки відсутні повні дані.

### Відеофрагменти
- Голи Сергія Корідзе на чемпіонаті Європи 2001 року [Архівовано 8 березня 2016 у Wayback Machine.]
- Гол Сергія Корідзе у ворота «ВІЗ-Сінари» на YouTube
- Гол Сергія Корідзе у ворота харківського «Локомотива» [Архівовано 9 березня 2016 у Wayback Machine.]